# Gonesse
Gonesse – miejscowość i gmina we Francji, w regionie Île-de-France, w departamencie Dolina Oise.
Według danych na rok 1990 gminę zamieszkiwały 23 152 osoby, a gęstość zaludnienia wynosiła 1152 osób/km² (wśród 1287 gmin regionu Île-de-France Gonesse plasuje się na 120. miejscu pod względem liczby ludności, natomiast pod względem powierzchni na miejscu 75.).
Miejscowość znajduje się na północ od lotniska Le Bourget i na południowy zachód od portu lotniczego Paryż-Roissy-Charles de Gaulle.

## Historia
W Gonesse 21 sierpnia 1165 r. urodził się król Francji Filip II August.
25 lipca 2000 r. w Gonesse miała miejsce jedyna katastrofa samolotu Concorde.